# Leprus intermedius
Leprus intermedius är en insektsart som beskrevs av Henri Saussure 1884. Leprus intermedius ingår i släktet Leprus och familjen gräshoppor. Inga underarter finns listade i Catalogue of Life.